# Katherine K. Davis
Katherine Kennicott Davis (Saint Joseph, 25 giugno 1892 – Littleton, 20 aprile 1980) è stata una compositrice, paroliera, insegnante e pianista statunitense.
Membro dell'ASCAP, nel corso della sua carriera fu autrice di oltre 600 composizioni, tra cui 7 opere, cantate, canzoni, opere per piano e organo. È tuttavia ricordata soprattutto come autrice del celebre canto natalizio The Little Drummer Boy.

## Biografia
Katherine Kennicott Davis nacque a St Joseph, nel Missouri il 25 giugno 1892.
Da bambina studiò pianoforte e a 15 anni iniziò a comporre.
Dopo aver conseguito il diploma alla Saint Joseph High School, si iscrisse al Wellesley College, dove vinse il Premio Billings per la composizione.
Quindi, dopo aver studiato al New England Conservatory of Music e a Parigi con Nadia Boulanger, insegnò musica alla Concord Academy di Concord, nel Massachusetts.
Nel 1941, scrisse con lo pseudonimo di C.R.W. Robertson, il canto natalizio The Little Drummer Boy, che inizialmente la Davis disse di aver adattato da una melodia tradizionale boema. In seguito, però, la Davis intentò causa a coloro che erano stati considerati gli autori del brano, Harry Simeone e Henry Onorati, causa che vinse.
Morì a Littleton nel Massachusetts il 20 aprile 1980, all'età di 87 anni. È sepolta nel cimitero di Sleepy Hollow di Concord (Massachusetts).

## Composizioni (lista parziale)

### Cantate e commedie musicali
- The Unmusical Impresario (1956)
- The Unmusical Impresario (1956)
- The Drummer (1966)
- Children of Bethlehem (1973)
- This is Noel (1935)

### Canzoni per voce, piano e organo
- Be Ye Kind, One to Another (1948)
- Bless the Lord O My Soul (1952)
- How Lovely Are Thy Dwellings (1952)
- Raising of Lazarus (1957)
- Trust in the Lord (1946)